# Guy-Crescent Fagon
Guy-Crescent Fagon (París, 11 de mayo de 1638 - París, 11 de marzo de 1718) fue un médico y botánico francés. Actuó como médico de Luis XIV de Francia, de 1693 hasta su muerte en 1715. El género Fagonia lleva este nombre en su honor.

## Biografía
Era el hijo de Henri Fagon, comisionado de las guerras, y Luisa de La Brosse, sobrina de Guy de la Brosse (1586-1641), fundador del Jardín del Rey.
Temprano quedó huérfano y fue un estudiante brillante. Obtuvo su doctorado en medicina el 9 de diciembre de 1664. Ejerció las prácticas de medicina en 1666 y 1667. Estudió botánica en particular, con Pierre Magnol (1638-1715), botánico de Montpellier.
Antoine Vallot (1595 o 1596-1671) lo invitó a recolectar plantas en Francia. Contribuyó al embellecimiento y enriquecimiento del Jardin des Plantes de París al efectuar excursiones botánicas en Auvergne, Provenza, Alpes y Pirineos. Colaboró en la elaboración del primer catálogo de jardín Hortus regius, de Denis Joncquet (? -1671) que fue publicado en 1665. Este trabajo, escrito en gran parte por Fagon, contiene una descripción de 4000 especies de plantas.
La muerte de Joncquet le permitió obtener la posición de asistente de demostración. Al año siguiente obtuvo el puesto de demostrador en farmacia.
Fagon se distinguió en la práctica de la medicina, asumiendo el cargo de director médico del rey Luis XIV de Francia en 1693 después de Antoine d'Aquin (1620-1696), y fue director de botánica del rey. Fue el primero en poner en duda los beneficios del tabaco en la salud.
A su solicitud, Luis XIV autorizó la exploración científica de Charles Plumier para América, de Louis Feuillée para Perú y Joseph Pitton de Tournefort para Asia.
Fue uno de los primeros en reconocer la efectividad del agua Barèges y la quinquina. Redactó un documento sobre las cualidades de la quina ("Qualités quina") en 1703.
En 1699 se convirtió en miembro de la Academia de Ciencias de Francia.

## Honores

### Epónimos

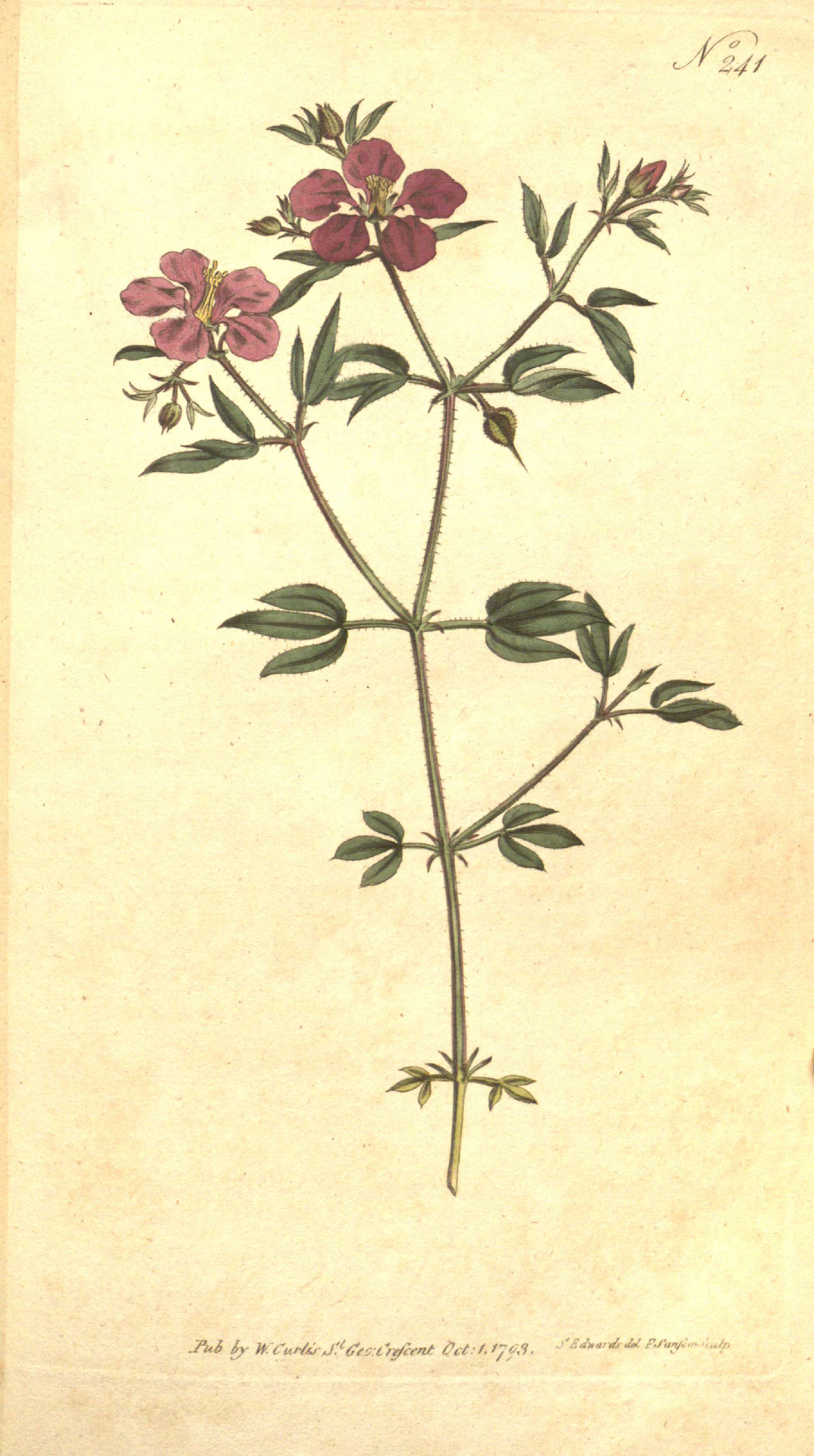
Fagonia.The Botanical Magazine, Plate 241 (Volume 7, 1794)

- Joseph Pitton de Tournefort lo honra con el género Fagonia[2] de la familia Zygophyllaceae. Carlos Linneo confirma ese epónimo.[3][4]
- Charles Plumier con el género Guidonia[5] que antes lo había nombrado Linneo como Samyda.[6]

- La abreviatura «Fagon» se emplea para indicar a Guy-Crescent Fagon como autoridad en la descripción y clasificación científica de los vegetales.[7]